# S-5 (razzo)
L' S-5 (in cirillico: C-5) inizialmente noto con la designazione di progetto ARS-57, è un razzo non guidato di origine sovietica, sviluppato negli anni '50 ed entrato in servizio presso le forze armate sovietiche nell'aprile del 1955.
Progettato per l'impiego da velivoli ad ala fissa (Mig-19) e rotante contro bersagli in volo e a terra, ha un diametro di 55 mm ed è collocato all'interno di razziere sub-alari con capacità da 4 a 32 razzi ciascuna. Compatibile con numerosi lanciatori, dagli anni '60 il ruolo di lanciatore standard è stato acquisito dall'UB-16-57 ancora oggi impiegato nelle forze armate della Federazione Russa.
Sviluppato in numerose versioni ciascuna dalle caratteristiche peculiari, ricordiamo quelle con testata HEAT, ad alto potenziale, fumogena ed incendiaria. Al 2021 è impiegato attivamente su velivoli come il Mig-23 ed elicotteri da attacco quali il Mi-24, Mi-8.
Nel 2019, la Russia ha annunciato la ripresa della produzione del razzo, cessata nel 1990, in una nuova versione denominata S-5U.

## Utilizzatori

### Presenti
- Russia
- Ucraina
- Iraq
- Siria

### Passati
- Unione Sovietica